# Palacios Contarini de los Scrigni y Corfù
Los palacios de los Contarini y de los Scrigni y Corfù forman parte de un grupo de palacetes italianos anejos, situados en el sestiere de Dorsoduro en Venecia, con fachadas al Gran Canal, junto al Palacio Mocenigo Gambara.

## Historia
Estos dos edificios de la familia Contarini son muy diferentes ya que se edificaron con dos siglos de diferencia. El edificio Corfù, a la derecha, es una construcción del siglo XV, reformado a lo largo del siglo XVIII y del siglo XIX. El palacio de los Scrigni, a la izquierda, es del siglo XVII y se atribuye al arquitecto Vincenzo Scamozzi.
En 1777 Tommaso Scalfarotto mandó construir un dique para reforzar la orilla del Gran Canal y poder construir viviendas. En 1838 los Contarini abandonaron el edificio de siglo XV, 
que pasó a ser de la condesa Matilde Berthold, que realizó reformas en el interior. Peabody Russel, comerciante norteamericano intentó abatir los edificios sin éxito. Las propiedades se adquirieron a nombre del abogado Riccardo Rocca, durante cuyo patrocinio frecuentaron el palacio personajes como Carlos I de Austria y IV de Hungría, Otón de Habsburgo-Lorena, Gabriele D'Annunzio; el músico Pietro Mascagni o el ingeniero Guillermo Marconi, o la actriz Gabrielle Réjane, a la que se dedicó una inscripción.

## Descripción

### Palazzo Contarini Corfù
El edificio más antiguo es de estilo gótico, de tres plantas, con un gran portal hacia el canal. La fachada muestra dos plantas nobles con una estructura similar, con una elegante polífora de cuatro aberturas o ventanas con arco de medio punto y balaustre en el centro, y dos monóforas ogivales a cada lado. Todos los huecos están rodeados por un marco rectángular. En el interior se conservan frescos del siglo XVIII.

### Palacio Contarini de los Scrigni
Se trata de una típica construcción típicamente rencentista de tres plantas, construido en 1609, que nada tiene que ver con el edificio de al lado.
La fachada al nivel del agua, junto al canal, muestra un almohadillado roto en el centro del portal. Las dos plantas nobles en piedra de Istria y simétricamente abiertas a cinco monóforas con arco de medio punto con balcones separados por lesenas corintias.